# Sphecodes alternatus
Sphecodes alternatus (лат.) — вид одиночных пчёл из рода Sphecodes (триба Halictini, семейство Halictidae).

## Распространение
Северная Евразия. Южная и центральная Европа. Кавказ, Казахстан, Россия (на восток до Хакасии), Иран, Турция, Северная Африка.

## Описание
Длина тела самок 8,0—11,0 мм (самцы 7,0—12,0 мм). Общая окраска головы и груди чёрная; брюшко в основном красное (T1-T5). Отличается грубо ячеисто-ребристым срединным полем промежуточного сегмента. Слабоопушенные насекомые, тело почти голое. Самцы: клипеус чёрный, лицо с белым опушением ниже усиковых торули, вентральная поверхность члеников жгутика обычно несёт отчётливую зону сенсилл (тилоиды). Самки: лабрум с широким апикальным выступом без продольного валика; метабазитибиальная пластинка отсутствует; задние голени без корзиночки. Клептопаразиты других видов пчёл, в том числе Andrena, Halictus patellatus.